# Pranav Soorma
Pranav Soorma (4 de octubre de 1994) es un deportista indio que compite en atletismo adaptado. Ganó una medalla de plata en los Juegos Paralímpicos de París 2024, en la prueba de lanzamiento de maza (clase F51).

## Palmarés internacional
| Juegos Paralímpicos | Juegos Paralímpicos | Juegos Paralímpicos | Juegos Paralímpicos |
| Año                 | Lugar               | Medalla             | Prueba              |
| ------------------- | ------------------- | ------------------- | ------------------- |
| 2024                | París (Francia)     | Medalla de plata    | Maza F51            |